# 元祖パチンコ物語・温泉珍道中
『元祖パチンコ物語・温泉珍道中』（がんそパチンコものがたり・おんせんちんどうちゅう）は、1994年2月28日にケイエスエスが劇場用に作成したVシネマの喜劇映画である。

## あらすじ
パチンコチェーン店「マツヤ」の会長・恩田国松（財津一郎）はメイン店である「マツヤ」の業務を社長の良介（新藤栄作）や妻で専務の昌代（中原早苗）に任せて悠々自適の日々。　元来の女好きであちこちの女に手を出しては女房の昌代に怒られていた。　そんな国松は新台発注の事でメーカーの工場へ行くという口実を設けて温泉へ出掛けて芸者と浮気を楽しもうとするが、それに気付いた昌代は良介に監視をさせ、さらに店長の丸山（桜金造）を伴い自分たちも温泉に向かう。
楽しいはずの夜が家族揃っての宴会になってしまうが、その間に店の方はパチプロ軍団に乗っ取られる寸前になる。良介は軍団の女リーダー栄子に500万円よこせと脅されるが、国松がそのピンチを救った。かつての栄子は国松に助けられたのであった。そうとは悟られず栄子が店から手を引くことで国松は息子に花をもたせるのであった。

## 出演
- 恩田国松（財津一郎）
- 恩田昌代（中原早苗）
- 恩田良介（新藤栄作）
- 丸山（桜金造）
- 杉山（平凡太郎）
- 栄子（新藤恵美）

## スタッフ
- 監督：坂下正尚
- プロデューサー：吉田晴彦/伊藤靖治/玉盛正陽
- 原作：間部洋一
- 脚本：奥村俊雄
- 企画：末吉博彦
- 助監督：畠山典之